# Jeu de pièces d'échecs Staunton

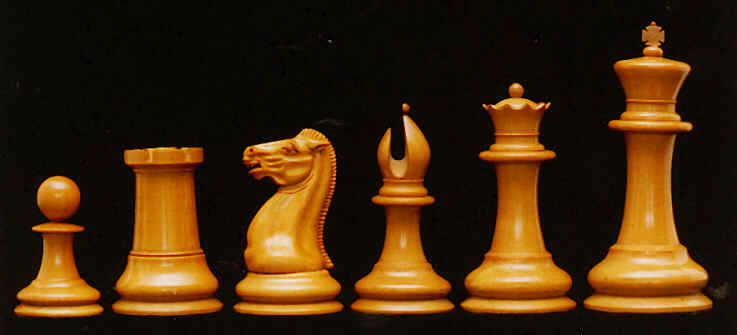
Pièces d'échecs originales Staunton, de gauche à droite : pion, tour, cavalier, fou, dame, et roi.

Le jeu de pièces d'échecs Staunton est un type de design particulier des pièces du jeu d'échecs conçu par Nathaniel Cooke et approuvé par le joueur d'échecs anglais Howard Staunton en 1849. Ce style de pièces fait aujourd'hui figure de standard incontesté dans le monde des échecs ; ce standard est même explicitement cité dans le règlement de la Fédération internationale des échecs.

## Matériau
Staunton appartient à l'époque de la révolution industrielle qui voit la fabrication mécanisée de pièces uniformes : les pièces qu'il fait fabriquer sont en bois d'ébène, de buis ou en ivoire, lestées par du plomb pour fournir une stabilité accrue. Le dessous de chaque pièce est recouvert de feutre, donnant aux joueurs l'illusion qu'elles flottent sur l'échiquier.

## Caractéristiques
Les pièces Staunton ont généralement une forme de colonnes avec une large assise moulurée. Les pièces représentant des personnages humains (roi, dame, fou et pion) ont un disque plat, appelé collier, qui sépare le corps de la tête.
- Le roi, pièce la plus grande, a une couronne stylisée fermée surmontée d'une croix pattée.
- La dame, légèrement plus petite que le roi, a un diadème surmonté d'une petite boule.
- Le sommet des fous évoque la forme d'une mitre d'évêque (la pièce s'appelle "bishop" en langue anglaise).
- Les cavaliers sont sculptés avec une tête et un cou de cheval imitant les chevaux du Parthénon.
- Les tours sont surmontées par un rempart crénelé.
- Les pions, pièces les plus petites, sont surmontés d'une boule lisse.